# Nhật ký Vàng Anh
Nhật ký Vàng Anh là một loạt phim truyền hình tương tác được thực hiện bởi Trung tâm Phim truyền hình Việt Nam, Đài Truyền hình Việt Nam cùng Đông Tây Promotion do Nguyễn Khải Anh làm đạo diễn. Phim được mua kịch bản chuyển thể từ chương trình nổi tiếng của Bồ Đào Nha Nhật ký Sofia (2005). Phim phát sóng vào lúc 22h00 từ thứ 2 đến 5 hàng tuần, bắt đầu từ tháng 9 năm 2006 (phần 1) và kết thúc vào ngày 14 tháng 10 năm 2007 (phần 2) trên kênh VTV3.

## Nội dung
Nhật ký Vàng Anh xoay quanh những câu chuyện về cuộc sống thường ngày của các cô cậu học trò ở lứa tuổi trung học phổ thông, mà nhân vật chính là Vàng Anh. Ở độ tuổi mới lớn, Vàng Anh cũng như bao bạn bè cùng trang lứa, bắt đầu làm quen với những mối quan hệ trong xã hội và dĩ nhiên cũng sẽ gặp phải băn khoăn, thắc mắc, khó xử. Những tâm sự, suy nghĩ của mình, Vàng Anh đều viết vào cuốn nhật ký và coi đó như một người bạn tri kỉ. Kết thúc mỗi tập của phim luôn là một câu hỏi tình huống: "Tôi nên làm thế này hay thế khác?". Với hai lựa chọn, khán giả sẽ là người quyết định giải pháp cho vấn đề bằng cách gửi tin nhắn từ điện thoại di động đến tổng đài. Tập tiếp theo sẽ đi theo hướng được nhiều khán giả bình chọn hơn.

## Diễn viên
| Vai diễn                       | Phần 1              | Phần 2              |
| ------------------------------ | ------------------- | ------------------- |
| Vàng Anh                       | Lê Minh Hương       | Hoàng Thùy Linh     |
| Minh                           | Thanh Vân Hugo      | Thanh Vân Hugo      |
| Loan                           | Linh Phương         | Quỳnh Nga           |
| Mai                            | Ngọc Hà             | Ngọc Hà             |
| Quang                          | Việt Anh            | Việt Anh            |
| Tuấn                           | Nguyễn Mạnh Quân    | Nguyễn Mạnh Quân    |
| Bích                           | Thanh Huyền "sa tế" | Thanh Huyền "sa tế" |
| Duy                            | Hoàng Anh Vũ        | Hoàng Anh Vũ        |
| Mẹ Vàng Anh                    | NSƯT Thanh Quý      | NSND Minh Hòa       |
| Bố Vàng Anh                    | NSND Mạnh Cường     | NSND Trọng Trinh    |
| Trang (phần 1)                 | Diễm Hằng           | Diễm Hằng           |
| Dũng (anh trai Vàng Anh)       | Vũ Ngọc Phượng (†)  | Hồng Đăng           |
| Thu (phần 2)                   | Diễm Hằng           | Diễm Hằng           |
| Quân                           | Nguyễn Mạnh Quân    | Nguyễn Mạnh Quân    |
| Hằng                           | Vân Navy            | Vân Navy            |
| Nam                            | Đăng Hoàng          | Đăng Hoàng          |
| Ly                             | Nguyễn Thu Hà       | Nguyễn Thu Hà       |
| Uyên                           | Trang Pháp          | Trang Pháp          |
| Dịu                            | Ly "Kute"           | Ly "Kute"           |
| Hải "Béo"                      | Đức Anh Hugo        | Đức Anh Hugo        |
| Mẹ Thu                         | Hương Dung          | Hương Dung          |
| Bố Thu                         | Bình Xuyên          | Bình Xuyên          |
| Bố Nam                         | Hồng Sơn (†)        | Hồng Sơn (†)        |
| Mẹ Hằng                        | NSND Minh Hằng      | NSND Minh Hằng      |
| Mẹ Quân                        | Thu Hà              | Thu Hà              |
| Linh (em họ Vàng Anh)          | Linh Chi            | Linh Chi            |
| Huy                            | Hồng Đăng           | Hồng Đăng           |
| Cô giáo chủ nhiệm lớp Vàng Anh | NSND Lan Hương      | NSND Lan Hương      |
| Cẩm Tú                         | Thanh Ngọc          | Thanh Ngọc          |
| Khang                          | Hòa Hiệp            | Hòa Hiệp            |
| Anh họ Khang                   | Hứa Vĩ Văn          | Hứa Vĩ Văn          |
| Hiên                           | Bích Ngọc           | Bích Ngọc           |
| Chị họ Thu                     | Mỹ Dung             | Mỹ Dung             |
| Phóng viên học đường           | Diệu Hương          | Diệu Hương          |
| Chị của Ly                     | Thu Huyền           | Thu Huyền           |
| Mẹ Uyên                        | NSƯT Bích Thủy      | NSƯT Bích Thủy      |
| Tuấn                           | Phạm Anh Tuấn       | Phạm Anh Tuấn       |
| Bà Vàng Anh                    | NSƯT Mai Châu       | NSƯT Mai Châu       |

Và một số diễn viên khác...

## Nhạc phim
Bài hát chủ đề trong phim là ca khúc "Áo trắng đến trường", phỏng thơ Trần Hoàng Vy, sáng tác bởi Xuân Phương và Phương Linh là người thể hiện.

## Đón nhận
Tuy có lượt tương tác cao qua mỗi tuần phát sóng, bộ phim bị nhiều người đánh giá là "nhạt", "đi vào lối mòn", "nội dung không đồng nhất"; diễn xuất, thoại của diễn viên còn "cứng" và nội dung không phù hợp với các thanh thiếu niên còn tuổi cắp sách đến trường, nhất là đối với những phụ huynh khó tính và thường hay có sự phán xét đối với bộ phim.

## Bê bối
Từ đêm ngày 11 tháng 10 năm 2007, trên mạng đã lan truyền một đoạn clip 5 phút ghi lại cảnh quan hệ tình dục giữa diễn viên Hoàng Thùy Linh (trong vai Vàng Anh phần 2) với bạn trai cũ. Đoạn clip đầy đủ dài 16 phút sau đó bị phát tán vào ngày 15 tháng 10 cùng năm. Công an ngay lập tức xác định được các đối tượng nghi phạm phát tán video trên là bốn sinh viên đang sinh sống tại Hà Nội.
Sự việc sau khi xảy ra đã gây nên những phản ứng gay gắt trong dư luận, buộc Nhật ký Vàng Anh phải chính thức tuyên bố tạm ngừng ghi hình các tập tiếp theo. Ngày 14 tháng 10 năm 2007, Đài Truyền hình Việt Nam quyết định dừng sóng Nhật ký Vàng Anh vô thời hạn, mặc dù đã ghi hình trước 35 tập. Vào tối 15 tháng 10, VTV3 lên sóng chương trình Chia tay Vàng Anh và gây ra nhiều ý kiến tranh cãi vì suốt buổi nói chuyện Thùy Linh không hề nhận lỗi mà cho rằng mình vô tội. Thủ tướng Nguyễn Tấn Dũng sau đó đã nghiêm khắc phê bình ban lãnh đạo đài vì cho phát sóng chương trình Chia tay Vàng Anh không có tính giáo dục, gây phản ứng trong xã hội và làm ảnh hưởng đến uy tín của đài truyền hình quốc gia.
Dù đã kết thúc, nội dung tóm tắt các tập tiếp theo của Nhật ký Vàng Anh vẫn được đăng lên báo Hoa Học Trò đều đặn hàng tuần.